# Crank It Up (chanson d'Ashley Tisdale)
Cet article concerne la chanson d'Ashley Tisdale. Pour la chanson de David Guetta, voir Crank It Up.
Singles de Ashley Tisdale
It's Alright, It's OK
(2009)
Crank It Up est un single de Ashley Tisdale, extrait de son deuxième album Guilty Pleasure.
Le clip de Crank It Up est sorti en avant-première le 5 octobre 2009.

## Crédits et personnels
- Chant: Ashley Tisdale